# NGC 2809
NGC 2809 ist eine linsenförmige Galaxie vom Hubble-Typ S0 im Sternbild Krebs auf der Ekliptik. Sie ist schätzungsweise 369 Millionen Lichtjahre von der Milchstraße entfernt und hat einen Durchmesser von etwa 140.000 Lj.

Im selben Himmelsareal befinden sich u. a. die Galaxien NGC 2804, NGC 2806, NGC 2807, IC 2457.
Das Objekt wurde am 24. Februar 1827 von dem britischen Astronomen John Herschel entdeckt.